# Amarildo Tavares da Silveira
Amarildo Tavares da Silveira, noto semplicemente come Amarildo (Campos dos Goytacazes, 29 luglio 1939), è un ex calciatore e allenatore di calcio brasiliano, di ruolo attaccante.

## Caratteristiche tecniche

### Giocatore
Era un attaccante di piccola statura, da cui il soprannome di "O Garoto" ("Il Ragazzo"), ma dotato di grande fantasia e tecnica cristallina.
Ciò nonostante, la sua indubbia classe venne più volte offuscata in campo da un carattere fin troppo esuberante se non, nei casi peggiori, fumantino e litigioso: personaggio che non disdegnava il buttarla in rissa onde risolvere i violenti screzi con gli avversari, nel solo campionato italiano raccolse 10 espulsioni e 32 giornate totali di squalifica, risultando, al pari di Omar Sívori, il calciatore non difensivo con più cartellini rossi all'attivo nonché uno dei più sanzionati in assoluto.

## Carriera

### Giocatore

#### Club

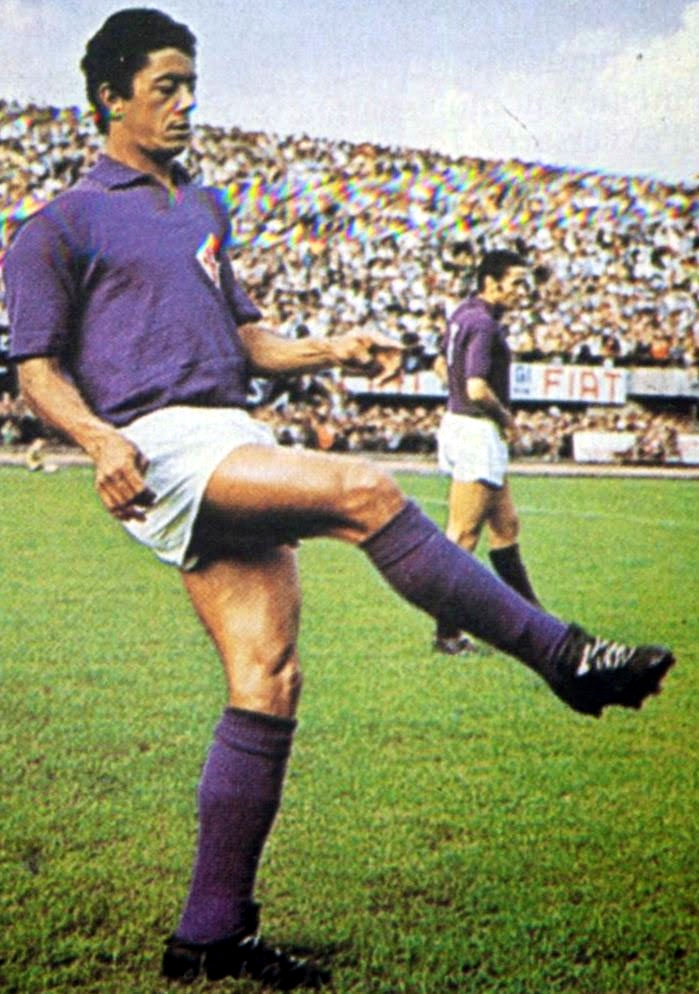
Amarildo alla Fiorentina sul finire degli anni 60

Dal Botafogo, che lo aveva precedentemente prelevato dal Flamengo, Amarildo arrivò in Italia nel 1963, acquistato dal Milan del neopresidente Felice Riva. Già dalla prima stagione i suoi gol furono numerosi e decisivi: su tutti la doppietta segnata contro il Santos nella finale di andata della Coppa Intercontinentale giocata a San Siro e vinta 4-2 dai padroni di casa. Nel campionato 1964-65, a causa dell'assenza di José Altafini per buona parte della stagione, fu Amarildo il trascinatore dell'attacco rossonero, contribuendo con i suoi 14 gol al secondo posto finale dei lombardi.
Nelle due stagioni successive le sue prestazioni si fecero più discontinue, segnando solo 8 gol in 62 presenze. Ciò nonostante, riuscì ad essere decisivo siglando il decisivo 1-0 al Padova nella finale di Coppa Italia 1966-1967: questo costituisce l'unico trofeo vinto dal brasiliano in maglia rossonera. In quattro stagioni al Milan, Amarildo totalizzò 131 presenze e 38 reti.
Passò poi alla Fiorentina dove registrò 62 presenze, mettendo a segno 16 gol, vincendo lo scudetto nell'edizione 1968-1969 e raggiungendo poi, nella stagione seguente, la finale di Coppa delle Alpi. Dopo gli anni in Toscana, e superato un grave infortunio che rischiò di fargli chiudere anzitempo la carriera, l'attaccante brasiliano concluse la sua esperienza italiana alla Roma, dove scese in campo per 33 partite in cui registrò 10 centri. In Serie A giocò in tutto 202 gare realizzando 58 reti.
Lasciata l'Italia, tornò in Brasile per concludere la carriera nel Vasco da Gama.

#### Nazionale
Convocato tra le seconde linee della nazionale brasiliana per il campionato del mondo 1962 in Cile, a torneo in corso si ritrovò a dover sostituire l'infortunato Pelé, chiudendo la manifestazione a quota 3 gol, compreso quello del momentaneo pareggio nella vittoriosa finale di Santiago del Cile contro la Cecoslovacchia (3-1).
In maglia verdeoro disputò 24 partite realizzando 9 reti.

### Allenatore
Appena chiusa l'attività agonistica intraprese la carriera in panchina, allenando inizialmente le giovanili di Fiorentina e Botafogo. Nel 1981 arrivò la prima chiamata alla guida di una prima squadra, da parte dei sardi del Sorso, dove rimase per un biennio; seguirono tre anni ai tunisini dell'Espérance con cui vinse campionato e coppa nazionale, che rimarranno i suoi unici trofei in panchina.
Dopo essere tornato nella stagione 1987-1988 a Firenze, stavolta sponda Rondinella, tra la fine degli anni 1980 e l'inizio degli anni 1990 chiuse la carriera nelle serie minori italiane guidando Turris e Pontedera, esperienze inframezzate da un ritorno alla Fiorentina nell'annata 1990-1991 come vice del connazionale Sebastião Lazaroni.

## Statistiche

### Presenze e reti nei club italiani
| Stagione          | Squadra           | Campionato        | Campionato | Campionato | Coppe nazionali | Coppe nazionali | Coppe nazionali | Coppe continentali | Coppe continentali | Coppe continentali | Altre coppe | Altre coppe | Altre coppe | Totale | Totale |
| Stagione          | Squadra           | Comp              | Pres       | Reti       | Comp            | Pres            | Reti            | Comp               | Pres               | Reti               | Comp        | Pres        | Reti        | Pres   | Reti   |
| ----------------- | ----------------- | ----------------- | ---------- | ---------- | --------------- | --------------- | --------------- | ------------------ | ------------------ | ------------------ | ----------- | ----------- | ----------- | ------ | ------ |
| 1963-1964         | Milan             | A                 | 31         | 14         | CI              | 1               | 0               | CC                 | 4                  | 0                  | CInt        | 3           | 2           | 39     | 16     |
| 1964-1965         | Milan             | A                 | 27         | 14         | CI              | 1               | 0               | CdF                | 2                  | 0                  | -           | -           | -           | 30     | 14     |
| 1965-1966         | Milan             | A                 | 24         | 2          | CI              | 0               | 0               | CdF                | 6                  | 1                  | -           | -           | -           | 30     | 3      |
| 1966-1967         | Milan             | A                 | 25         | 2          | CI              | 5               | 3               | CM                 | 2                  | 0                  | CdA         | 0           | 0           | 32     | 5      |
| Totale Milan      | Totale Milan      | Totale Milan      | 107        | 32         |                 | 7               | 3               |                    | 14                 | 1                  |             | 3           | 2           | 131    | 38     |
| 1967-1968         | Fiorentina        | A                 | 17         | 5          | CI              | 2               | 0               | CdF                | 2                  | 0                  | CdA         | 2+          | 1           | 23+    | 6      |
| 1968-1969         | Fiorentina        | A                 | 25         | 6          | CI              | 1               | 0               | CdF                | 4                  | 2                  | -           | -           | -           | 30     | 8      |
| 1969-1970         | Fiorentina        | A                 | 20         | 5          | CI              | 4               | 1               | CC                 | 6                  | 1                  | CAI         | 4           | 1           | 34     | 8      |
| Totale Fiorentina | Totale Fiorentina | Totale Fiorentina | 62         | 16         |                 | 7               | 1               |                    | 12                 | 3                  |             | 6+          | 2           | 87+    | 22     |
| 1970-1971         | Roma              | A                 | 21         | 7          | CI              | 4               | 1               | -                  | -                  | -                  | CAI+TP      | 0+2         | 0           | 27     | 8      |
| 1971-1972         | Roma              | A                 | 12         | 3          | CI              | 3               | 0               | -                  | -                  | -                  | CAI         | 0           | 0           | 15     | 3      |
| Totale Roma       | Totale Roma       | Totale Roma       | 33         | 10         |                 | 7               | 1               |                    | -                  | -                  |             | 2           | 0           | 42     | 11     |
| Totale carriera   | Totale carriera   | Totale carriera   | 202        | 58         |                 | 21              | 5               |                    | 26                 | 4                  |             | 9           | 4           | 260+   | 71     |

## Palmarès

### Giocatore

#### Club

##### Competizioni statali
- Campionato Carioca: 2

Botafogo: 1961, 1962
- Torneio Início do Rio de Janeiro: 3

Botafogo: 1961, 1962, 1963
- Torneo Rio-San Paolo: 1

Botafogo: 1962

##### Competizioni nazionali
- Coppa Italia: 1

Milan: 1966-1967
- Campionato italiano: 1

Fiorentina: 1968-1969
- Campionato brasiliano: 1

Vasco da Gama: 1974

#### Nazionale
- Campionato mondiale: 1

Cile 1962

### Allenatore

#### Competizioni nazionali
- Campionato tunisino: 1

Espérance: 1984-1985
- Coppa di Tunisia: 1

Espérance: 1985-1986